# 45 Pułk Piechoty Strzelców Kresowych
45 pułk piechoty Strzelców Kresowych (45 pp) – oddział piechoty Armii Polskiej we Francji i Wojska Polskiego II RP.

## Formowanie i zmiany organizacyjne
Sformowany jako 3 pułk strzelców polskich (franc. 3e Régiment de Chasseurs Polonais) Armii Polskiej we Francji gen. Józefa Hallera. W 1919 w Wojsku Polskim przemianowany na 45 pułk strzelców Kresowych.
22 czerwca 1918 roku w okolicy Dienville pułk otrzymał chorągiew ufundowaną przez miasto Nancy, stolicę Lotaryngii oraz złożył przysięgę. 6 października 1918 roku na polach Haussonville pułk wziął udział w rewii 1 Dywizji Strzelców Polskich.
W połowie października 1918 roku 1 Dywizja Strzelców Polskich została włączona w skład X Korpusu francuskiej 7 Armii i objęła spokojny odcinek frontu „Saint Dié-Nord” w górach Wogezach. W nocy z 17 na 18 października 1918 roku pułk zluzował Amerykanów na dwukilometrowym pododcinku „Ravines”. 21 października 1918 roku 3. kompania odparła niemiecki wypad. W czasie walki zginął szeregowiec Jan Suchomski. 4 listopada pułk został zluzowany przez Francuzów i rozpoczął kilkudniowy marsz do Rambervillers, gdzie miał wejść w skład francuskiej 8 Armii i wziąć udział w ofensywie na Metz i Strasburg. Zawieszenie broni podpisane 11 listopada 1918 roku wstrzymały ofensywę. W grudniu 1918 roku pułk powrócił w okolicę Bayon. 18 kwietnia 1919 roku pierwszy transport pułku wyjechał do Polski. 24 kwietnia 1919 roku pułk przybył do Kowla. 
1 września 1919 roku rozpoczęła się reorganizacja jednostki, w ramach której oddział otrzymał nazwę „45 pułk piechoty Strzelców Kresowych” i został włączony w skład XXVI Brygady Piechoty. Zmieniono wówczas etat i system gospodarczy, a także „porzucono zbyt ciężkie dla polskich dróg francuskie wozy, wymieniono nieznoszące polskiego klimatu konie, częściowo zdemobilizowano starsze roczniki Amerykanów. Wszystko to wniosło czasowo pewną dezorganizację, osłabiało siłę materialną, tworzyło ferment. Wkrótce jednak silny organizm pułku opanował ten kryzys i pułk nadal przedstawiał nie mniej silną jednostkę bojową”.
W grudniu 1919 batalion zapasowy pułku stacjonował we Włodzimierzu Wołyńskim.
| Obsada personalna pułku w 1920 | Obsada personalna pułku w 1920   |
| Stanowisko                     | Stopień, imię i nazwisko         |
| ------------------------------ | -------------------------------- |
| Dowódca pułku                  | ppłk Michał Bajer                |
| Dowódca pułku                  | wz mjr Zygmunt Polak             |
| Dowódca pułku                  | wz ppłk Wincenty Ruszkowski (X)  |
| Adiutant pułku                 | por. Sylwester Drączkowski       |
| Oficer broni                   | ppor. Julian Makno               |
| Oficer łączności               | por. Władysław Czaban            |
| Oficer gazowy                  | por. Stanisław Kuraszkiewicz     |
| Oficer oświatowy               | ppor. Stanisław Świątecki        |
| Oficer informacyjny            | por. Władysław Sobczyk           |
| Lekarz pułku                   | kpt. lek. dr Paweł Frankenstein  |
| Lekarz pułku                   | kpt. lek. Józef Michalski        |
| Kapelan                        | ks. Władysław Pieniążek          |
| Dowódca taborów                | por. Stanisław Najdała           |
| Dowódca I batalionu            | kpt. Bolesław Grzebień           |
| Adiutant batalionu             | ppor. Antoni Opolski             |
| Oficer prowiantowy             | ppor. Jan Kostołowski            |
| Lekarz                         | ppor. lek. Zygmunt Niepokój      |
| Dowódca 1 kompanii             | por. Antoni Mieczkowski          |
| Dowódca plutonu?               | por. Adam Dąbrowski (do 30 V)    |
| Dowódca plutonu                | por. Kalikst Piechowicz          |
| Dowódca 2 kompanii             | ppor. Józef Ciapka               |
| Dowódca plutonu                | por. Aleksander Świętorzecki     |
| Dowódca 3 kompanii             | ppor. Tomasz Fuczyła             |
| Dowódca plutonu                | ppor. Adam Malinowski            |
| Dowódca 4 kompanii             | por. Izydor Rozeman (do 18 VIII) |
| Dowódca 4 kompanii             | ppor. Franciszek Markulis        |
| Dowódca 1 kompanii km          | por. Władysław Smakosz           |
| Dowódca plutonu                | ppor. Apolinary Pasternacki      |
| Dowódca II batalionu           | kpt. Wincenty Rusiecki           |
| Adiutant                       | ppor. Stefan Turkowski           |
| Oficer prowiantowy             | ppor. Michał Kurs                |
| Lekarz                         | por. lek. Michał Jossem          |
| Dowódca 5 kompanii             | por. Jan Kostrubala              |
| Dowódca plutonu                | por. Józef Perzan                |
| Dowódca plutonu                | ppor. Stanisław Pietrkiewicz     |
| Dowódca 6 kompanii             | por. Franciszek Nodzyński        |
| Dowódca plutonu                | por. Wacław Ciecierski           |
| Dowódca plutonu                | por. Władysław Rokicki           |
| Dowódca plutonu                | ppor. Leon Świacki               |
| Dowódca 7 kompanii             | por. Jan Pospula                 |
| Dowódca plutonu                | ppor. Jan Chełmicki              |
| Dowódca 8 kompanii             | por. Aleksander Radziwanowicz    |
| Dowódca plutonu                | por. Czesław Sosnowski           |
| Dowódca 2 kompanii km          | por. Wacław Gemichow             |
| Dowódca plutonu                | por. Władysław Kaniewski         |
| Dowódca plutonu                | ppor. Michał Paluch              |
| Dowódca III batalionu          | kpt. Witold Sułkowski            |
| Dowódca III batalionu          | kpt. Józef Rosiak                |
| Adiutant                       | ppor. Witold Bielowski           |
| Oficer gazowy                  | ppor. Antoni Kościuk             |
| Oficer kasowy                  | ppor. Józef Piec                 |
| Dowódca 9 kompanii             | por. Wojciech Albrycht           |
| Dowódca plutonu                | por. Wojciech Stygor             |
| Dowódca plutonu                | ppor. Izydor Nowak               |
| Dowódca 10 kompanii            | por. Józef Tenerowicz            |
| Dowódca plutonu                | ppor. Stefan Borowski            |
| Dowódca 11 kompanii            | ppor. Edward Witkowski           |
| Dowódca plutonu                | ppor. Antoni Kościuk             |
| Dowódca 12 kompanii            | por. Konstanty Lubicz-Kosmiński  |
| Dowódca plutonu                | ppor. Izydor Seyłe               |
| Dowódca 3 kompanii km          | por. Stanisław Pułaski           |
| Dowódca kompanii technicznej   | por. Stanisław Kuraszkiewicz     |
| Dowódca 4 kompanii km          | ppor. Ludwik Graf                |
| Oficer pułku                   | por. Jan Chodźko                 |
| Oficer pułku                   | por. Czesław Wisłocki            |
| Oficer pułku                   | ppor. Franciszek Majewski        |
| Lekarz (przydział nieustalony) | por. lek. dr Witold Gumiński     |

## Pułk w walce o granice
W trzeciej dekadzie maja 1920 45 pułk piechoty ppłk. Michała Bajera utworzył cztery „węzły obronne”: pod wsią Skitki, na południe od wsi Rossosza, na wschód od Napadówki oraz w Lipowcu. Na prawym skrzydle pułk współdziałał z oddziałami 18 Dywizji Piechoty rozmieszczonymi w Hordyjówce, a na lewym jego skrzydle rozwinął swoje punkty oporu 50 pułk piechoty. Dowództwo pułku znajdowało się w Lipowcu.
30 maja na lewym skrzydle pułku, ale jeszcze w rejonie odpowiedzialności sąsiedniego 50 pp, zauważono sowiecką kawalerię. Dowódca 45 pp ppłk Bajer postanowił skierować na Oczeretnię swój II batalion, wzmocniony 2 baterią 13 pułku artylerii polowej, z zadaniem opanowania miejscowości i ochrony swojego skrzydła.
Tymczasem 50 pułk piechoty już poprzedniego dnia został rozbity pod Nowo-Żywotowem i Medówką, a w polskim froncie wytworzyła się siedemnastokilometrowa luka, w którą wchodziły oddziały 6 Dywizji Kawalerii z armii Siemiona Budionnego.

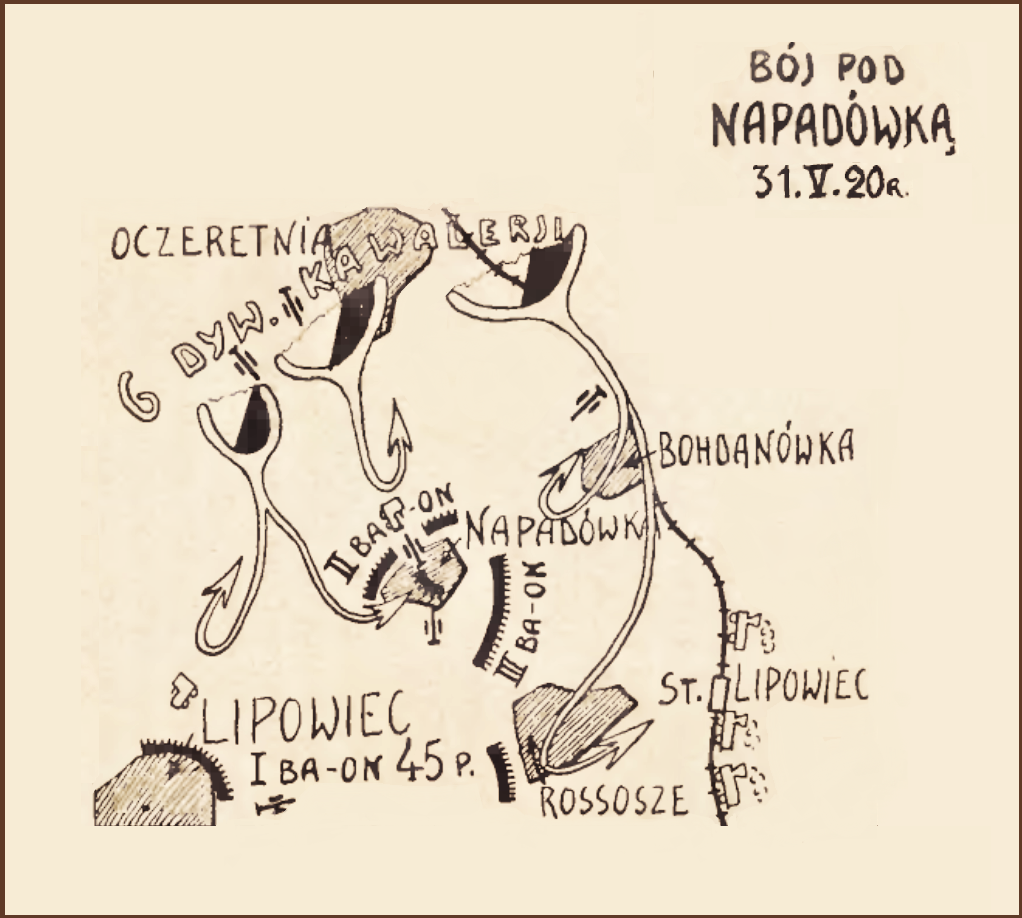
Bój pod Napadówką

Sowieci napotkali jednak pod Pohrebyszczem silny opór grupy podpułkownika Arnolda Szyllinga; skierowali się na Napadówkę i Lipowiec. Dowództwo 45 pp, nie znając sytuacji ogólnej, realizowało swój plan zaczepny.
Rano 31 maja, wzmocniony artylerią II batalionu kpt. Wincentego Rusieckiego, wyruszył z Napadówki na Oczeretnię. Po przejściu kilkuset metrów zauważono kolumny sowieckie. Towarzysząca batalionowi bateria zajęła natychmiast stanowiska u wylotu drogi z Napadówki na Oczeretnię i otworzyła ogień, a piechota ruszyła w tyralierach do ataku. Szarżowała też sowiecka kawaleria, ale jej pierwszy atak został powstrzymany ogniem artylerii i karabinów maszynowych.
Przy drugim ataku czerwonoarmistom towarzyszyły, nieznane jeszcze żołnierzom 45 pp, taczanki oraz samochód pancerny. Dzięki skuteczności polskiej artylerii i ten atak odrzucono, a samochód pancerny został zdobyty przez polskich żołnierzy. W tym samym czasie kolumna sowieckiej jazdy, maszerując brzegiem Ulianówki, obeszła lewe skrzydło II batalionu i wdarła się do Napadówki. Kontratakowała kompania odwodowa batalionu i w walce wręcz wyparła przeciwnika z miejscowości. Kompanię wspierali taboryci i kanceliści sztabu pułku.
W tym czasie III/45 pp atakowany był w Lipowcu przez kilka szwadronów 6 DK, wzmocnionych samochodem pancernym. Sowiecka kawaleria w pierwszym impecie weszła do Lipowca, ale w walce w terenie zabudowanym poniosła duże straty i musiała wycofać się porzucając dwa ckm-y. Żołnierze 3 kompanii km zaatakowali i zdobyli samochód pancerny. Kawaleria sowiecka ponowiła atak w szyku pieszym i ponownie została odrzucona. Także III batalion 45 pp walczył z oddziałem sowieckiej 6 DK. Na tym kierunku czerwonoarmiści otrzymali wsparcie w postaci trzech pociągów pancernych, a polskiej artylerii w tym obszarze nie było. Mimo to III/45 pp z powodzeniem odpierał ponawiane ataki.
Walki na całym odcinku obrony 45 pułku piechoty trwały do godzin wieczornych. Około 18.00 oddziały 6 Dywizji Kawalerii rozpoczęły odwrót.

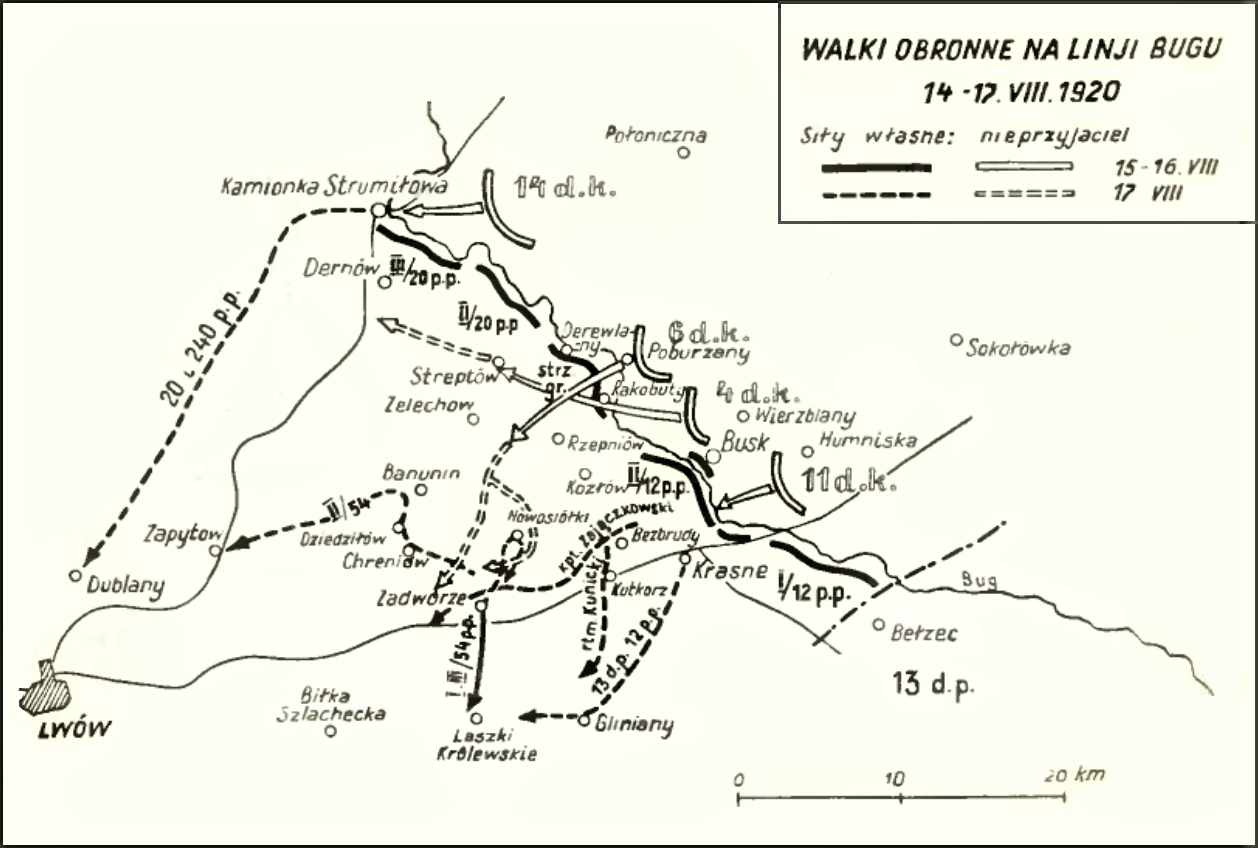
Walki obronne na linii Bugu

18 sierpnia 1920 XXVI Brygada Piechoty cofała się na Kurowice i Winniki. W awangardzie maszerował 45 pułk piechoty Strzelców Kresowych ppłk. Michała Bajera, wzmocniony 2 i 3 baterią 13 pułku artylerii polowej. Oddziały sowieckiej 6 Dywizji Kawalerii Iosifa Apanasienki prowadziły pościg równoległy. Walkę prowadziła artyleria i pododdziały ubezpieczeń bocznych obu stron. Przed południem 18 sierpnia oddziały 11 Dywizji Kawalerii wyprzedziły maszerującą polską piechotę, zajęły stanowiska na zachód od Kurowic i zagrodziły XXVI Brygadzie Piechoty drogę na Lwów. 
II batalion 45 pułku piechoty kpt. Wincentego Rusieckiego po wyjściu z Kurowic został ostrzelany ogniem artylerii i broni maszynowej. Dowódca batalionu rozwinął swój pododdział i zepchnął nieprzyjaciela w kierunku na Mogiłę. Tutaj jednak został zatrzymany silnym ogniem karabinów maszynowych na taczankach. Tym samym zatrzymana została kolumna marszowa całego 45 pułku piechoty. Wówczas z kierunku północno-zachodniego Sowieci wyprowadzili natarcie. Baterie 13 pułku artylerii polowej zajęły stanowiska po obu stronach drogi (bateria 13 pułku artylerii ciężkiej bezpośrednio na drodze) i przystąpiły do zwalczania sowieckiej broni maszynowej pod Mogiłą. Przeciwko atakującym kozakom płk Michał Bajer skierował I batalion kpt. Bronisława Grzebienia. Ten uszykował swój batalion w dwuszereg, a karabiny maszynowe rozmieścił na skrzydłach. Szarżującą sowiecką kawalerię dopuszczono na 600 m i rozpoczęto walkę ogniową. Kawaleryjska szarża załamała się około 150 kroków od ugrupowania polskiej piechoty.
Kolejne szarże Sowieci wyprowadzili od zachodu i od północy. W odpowiedzi batalion rozwinął się wzdłuż drogi, ruszył do ataku i zepchnął przeciwnika na północny zachód. Atakujące polskie kompanie powstrzymał jednak ogień sowieckich baterii artylerii, a sowieckie dowództwo wprowadziło do walki świeże oddziały ze składu 6 Dywizji Kawalerii. Uderzyły one na czoło i skrzydła I i II batalionu 45 pułku piechoty. W niektórych miejscach pękła polska obrona, ale działania kompanii odwodowych w walce wręcz odtworzyły przedni skraj obrony. Po tej akcji przeciwnik zaczął wycofywać się na północny wschód. Pojedynek artyleryjski trwał jeszcze do godziny 22.00. Po północy oddziały XXVI Brygady Piechoty podjęły dalszy marsz odwrotowy w kierunku Lwowa.

### Kawalerowie Virtuti Militari
| Żołnierze pułku odznaczeni Krzyżem Srebrnym Orderu Wojskowego Virtuti Militari za walki 1919-1920 | Żołnierze pułku odznaczeni Krzyżem Srebrnym Orderu Wojskowego Virtuti Militari za walki 1919-1920 | Żołnierze pułku odznaczeni Krzyżem Srebrnym Orderu Wojskowego Virtuti Militari za walki 1919-1920 |
| ------------------------------------------------------------------------------------------------- | ------------------------------------------------------------------------------------------------- | ------------------------------------------------------------------------------------------------- |
| ppłk Michał Bajer                                                                                 | plut. Józef Bajorek                                                                               | sierż. Tomasz Borowicz                                                                            |
| st. szer. Jan Brzuszkiewicz                                                                       | plut. Jan Cenek                                                                                   | kpr. Józef Chachaj                                                                                |
| por. Wacław Ciecierski                                                                            | szer. Baltazar Czapla                                                                             | por. Sylwester Drączkowski                                                                        |
| ppor. Tymoteusz Fuczyła                                                                           | szer. Jan Gromek                                                                                  | st. sierż. Szczepan Gruza                                                                         |
| kpt. Bronisław Grzebień                                                                           | sierż. Wacław Klemczak                                                                            | sierż. Alojzy Kurtok                                                                              |
| kpr. Edward Kuta                                                                                  | kpt. Konstanty Lubicz-Kośmiński[a]                                                                | kpr. Stefan Małoga                                                                                |
| por. Antoni Mieczkowski                                                                           | st. szer. Jan Mikuła                                                                              | szer. Szczepan Mizio                                                                              |
| sierż. Józef Nowak                                                                                | szer. Kazimierz Nowak                                                                             | płk Leon Pachucki                                                                                 |
| szer. Franciszek Panicz                                                                           | plut. Józef Paprocki                                                                              | por. Józef Perzan                                                                                 |
| por. Jan Pospuła                                                                                  | plut. Franciszek Ratajczak                                                                        | kpt. Józef Rosiak                                                                                 |
| kpt. Wiktor Rusiecki                                                                              | sierż. Paweł Rychlik                                                                              | plut. Stefan Simiński                                                                             |
| por. Wacław Smakosz                                                                               | st. sierż. Paweł Stefaniak                                                                        | plut. Damazy Święcicki                                                                            |
| sierż. Antoni Szymański                                                                           | por. Czesław Wisłocki                                                                             |                                                                                                   |

## Pułk w okresie pokoju

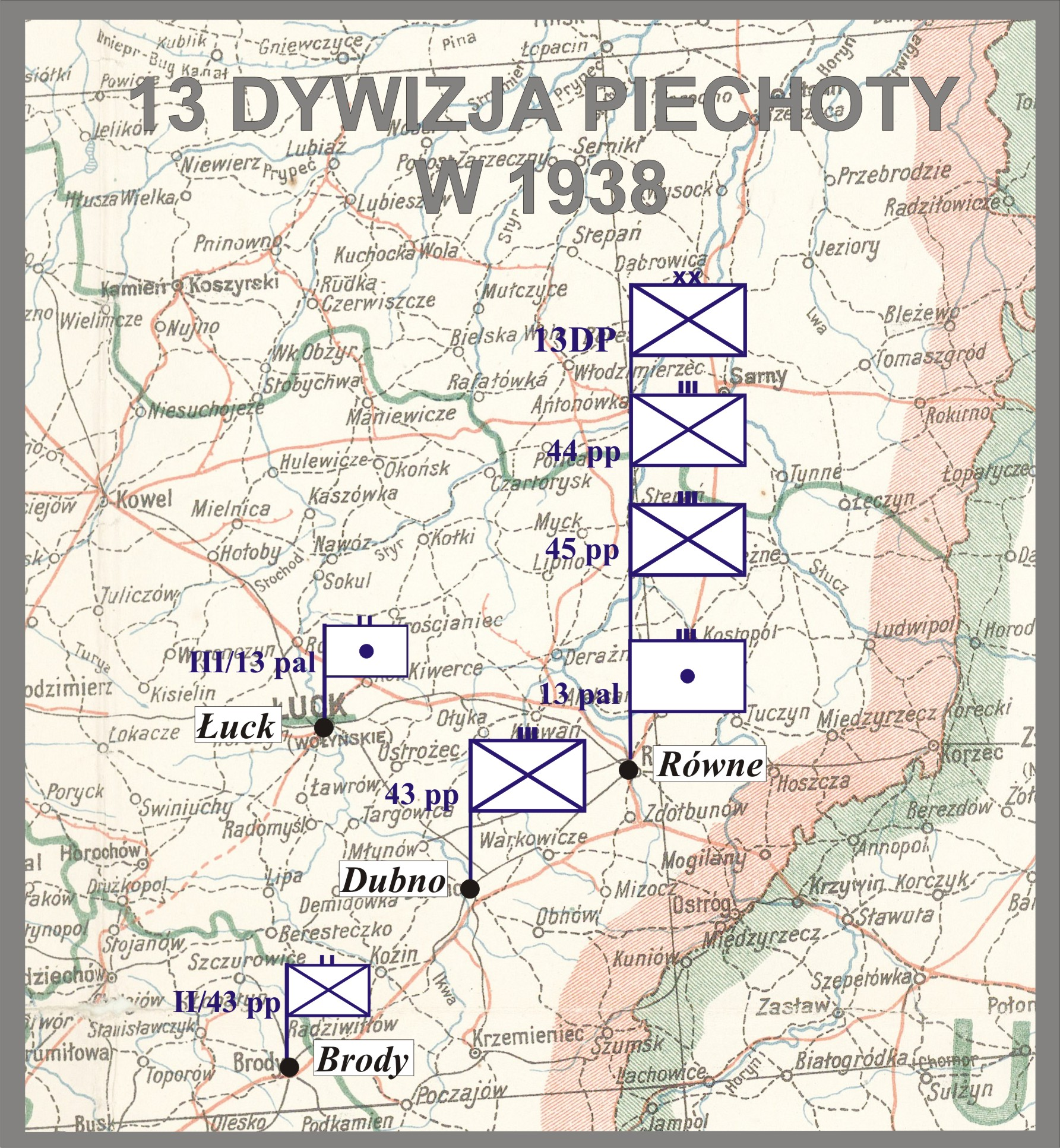
13 Dywizja Piechoty w 1938

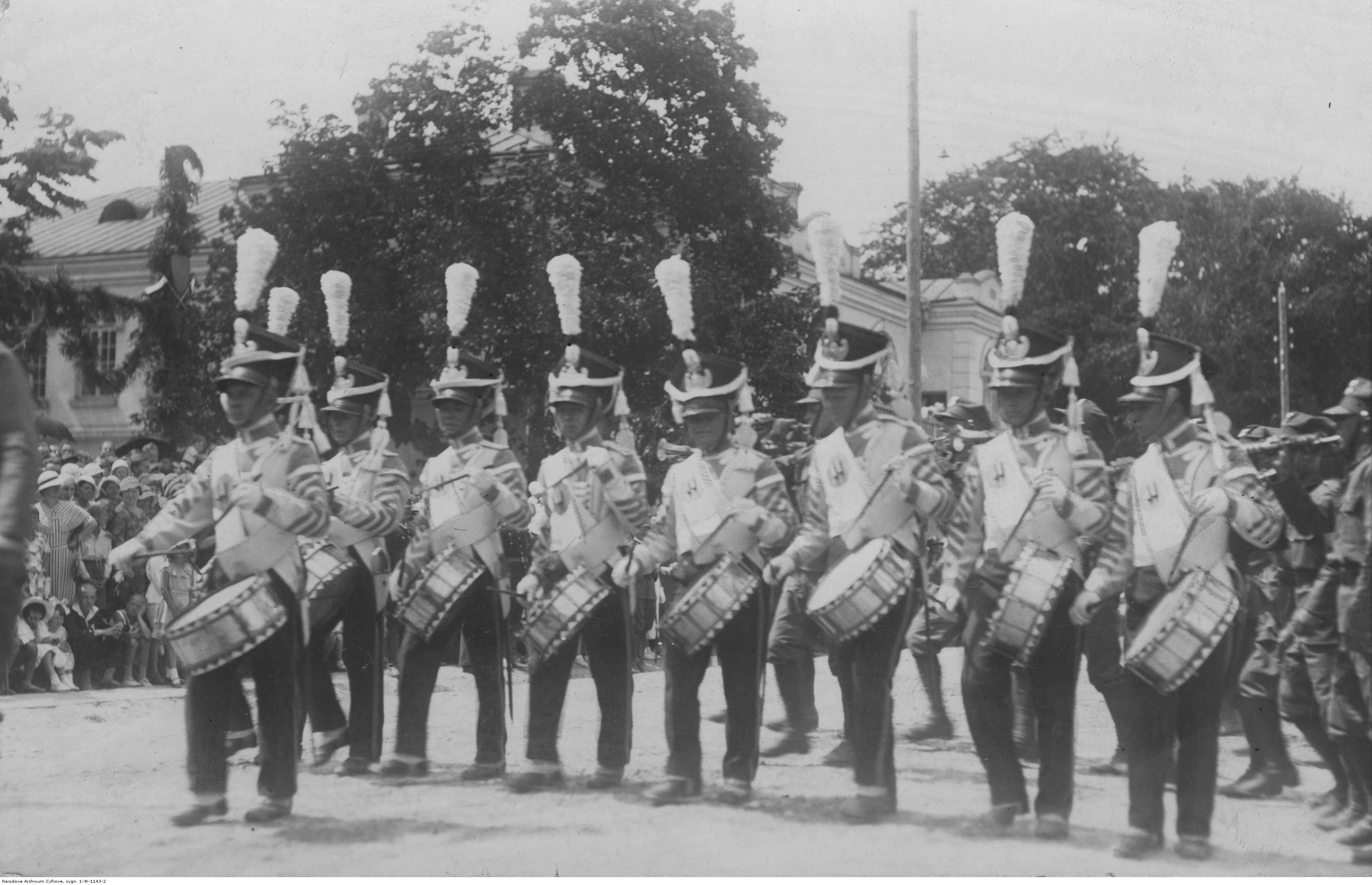
Święto 13 Dywizji Piechoty w Równem - dobosze 45 pp w historycznych strojach legii gen. Józefa Zajączka

W okresie międzywojennym 45 pułk piechoty stacjonował na terenie Okręgu Korpusu Nr II w garnizonie Równe, a batalion zapasowy we Włodzimierzu Wołyńskim.
Wchodził w skład 13 Kresowej Dywizji Piechoty.
29 czerwca 1926 w katastrofie pod Powurskiem śmierć poniosło 3 oficerów i 38 szeregowców III batalionu, a kolejnych 44 żołnierzy zostało rannych.
Na podstawie rozkazu wykonawczego Ministerstwa Spraw Wojskowych do Departamentu Piechoty o wprowadzeniu organizacji piechoty na stopie pokojowej PS 10-50 z 1930, w Wojsku Polskim wprowadzono trzy typy pułków piechoty. 45 pułk piechoty zaliczony został do typu III pułków piechoty o stanach zbliżonych do wojennych. Na czas wojny przewidywany był do działań osłonowych. Corocznie otrzymywał około 1010 rekrutów. Jego obsadę stanowiło 68 oficerów i 2200 podoficerów i żołnierzy.
| Obsada personalna i struktura organizacyjna w marcu 1939 | Obsada personalna i struktura organizacyjna w marcu 1939 |
| Stanowisko                                               | Stopień, imię i nazwisko                                 |
| Dowództwo                                                | Dowództwo                                                |
| -------------------------------------------------------- | -------------------------------------------------------- |
| dowódca pułku                                            | płk Stanisław Piotr Hojnowski                            |
| I zastępca dowódcy                                       | ppłk Rudolf Ksieniewicz                                  |
| adiutant                                                 | kpt. Bronisław Ciosański                                 |
| starszy lekarz                                           | mjr dr Erazm Władysław Chodorowski                       |
| młodszy lekarz                                           | ppor. lek. Tadeusz Zdzisław Osiński                      |
| II zastępca dowódcy (kwatermistrz)                       | ppłk Zygmunt Kostkiewicz                                 |
| oficer mobilizacyjny                                     | kpt. Piotr Władysław Nowosielski                         |
| zastępca oficera mobilizacyjnego                         | kpt. adm. (picech.) Marceli Pabjan                       |
| oficer administracyjno-materiałowy                       | p.o. chor. Karol Michał Janusz                           |
| oficer gospodarczy                                       | kpt. int. Władysław I Tomaszewski                        |
| oficer żywnościowy                                       | por. adm. (piech.) Antoni Poczobut                       |
| oficer taborowy                                          | kpt. Eugeniusz Zarański                                  |
| kapelmistrz                                              | vacat                                                    |
| dowódca plutonu łączności                                | por. Józef Skup                                          |
| dowódca plutonu pionierów                                | por. Kazimierz Jan Bieńkowski                            |
| dowódca plutonu artylerii piechoty                       | por. art. Jan Cieślak                                    |
| dowódca plutonu ppanc.                                   | por. Stanisław Skórka                                    |
| dowódca oddziału zwiadu                                  | ppor. Jan Antoni Kaczmarczyk                             |
| I batalion                                               |                                                          |
| dowódca batalionu                                        | mjr Franciszek Kasztelowicz                              |
| dowódca 1 kompanii                                       | kpt. Jerzy Hieronim Koczay                               |
| dowódca plutonu                                          | por. Edmund Stanisław Domaradzki                         |
| dowódca plutonu                                          | chor. Marian Serafinowski                                |
| dowódca 2 kompanii                                       | kpt. Kazimierz Sulatycki                                 |
| dowódca plutonu                                          | ppor. Mieczysław Jan Skólski                             |
| dowódca 3 kompanii                                       | kpt. Stefan II Borowski                                  |
| dowódca plutonu                                          | por. Feliks Fręchowicz                                   |
| dowódca plutonu                                          | ppor. Stanisław Sztukowski                               |
| dowódca plutonu                                          | chor. Michał Sochański                                   |
| dowódca 1 kompanii km                                    | kpt. Stefan Rudnicki                                     |
| II batalion                                              |                                                          |
| dowódca batalionu                                        | mjr Stefan Jan Tomków                                    |
| dowódca 4 kompanii                                       | kpt. Stanisław Marchel                                   |
| dowódca plutonu                                          | por. Józef Jan Ożana                                     |
| dowódca plutonu                                          | ppor. Adam Szumielewski                                  |
| dowódca 5 kompanii                                       | kpt. Michał Jęglet                                       |
| dowódca plutonu                                          | ppor. Zbigniew Teofil Gnilka                             |
| dowódca 6 kompanii                                       | kpt. Tadeusz Ludwik Heinrich                             |
| dowódca plutonu                                          | ppor. Wilhelm Franciszek Sumara                          |
| dowódca 2 kompanii km                                    | kpt. Józef II Rzeczkowski                                |
| dowódca plutonu                                          | ppor. Stanisław Mańko                                    |
| III batalion                                             |                                                          |
| dowódca batalionu                                        | mjr Ludwik Grynkiewicz-Sudnik                            |
| dowódca 7 kompanii                                       | kpt. Tomasz Reutt                                        |
| dowódca plutonu                                          | por. Stanisław Dzik                                      |
| dowódca plutonu                                          | por. Bronisław Józef Krasnopolski                        |
| dowódca plutonu                                          | por. Jan Połujański                                      |
| dowódca 8 kompanii                                       | kpt. Roman Krupiński                                     |
| dowódca plutonu                                          | por. Mirosław Zakrzewski                                 |
| dowódca plutonu                                          | ppor. Zdzisław Marian Świderski                          |
| dowódca 9 kompanii                                       | kpt. Andrzej Biliński                                    |
| dowódca plutonu                                          | por. Józef Zygmunt Wyspiański                            |
| dowódca plutonu                                          | ppor. Tadeusz Henryk Deiholos                            |
| dowódca plutonu                                          | ppor. Tadeusz Julian Dzerowicz                           |
| dowódca 3 kompanii km                                    | kpt. Antoni Gębski                                       |
| dowódca plutonu                                          | por. Stanisław Bielski                                   |
| dowódca plutonu                                          | ppor. Józef Zelniker                                     |
| na kursie                                                | ppor. Józef Karol Eugeniusz Tunikowski                   |
| odkomenderowany                                          | kpt. Tomasz Srokowski                                    |
| Dywizyjny Kurs Dla Podoficerów Nadterminowych 13 DP      |                                                          |
| dowódca                                                  | kpt. kontr. Jerzy Mrelaszwili                            |
| dowódca plutonu                                          | por. Aleksander Adam Kita                                |
| dowódca plutonu                                          | ppor. Marcin Stachecki                                   |

## 45 pp w kampanii wrześniowej

### Mobilizacja
Pułk rozpoczął mobilizację alarmową w grupie zielonej w dniu 14 sierpnia, o godz. 24.00 w czasie Z+18 do Z+36 w garnizonie Równe. Oprócz mobilizacji własnych pododdziałów na etatach wojennych, zmobilizowano dywizyjną kompanię asystencyjną nr 122 w czasie Z+44. Mobilizacja odbyła się według planu i sprawnie, wystąpiły jednak braki z zakresu niejednolitego wyposażenia, głównie w umundurowaniu. Braki ostatecznie usunięto do dnia 1 września. 16 sierpnia po południu 45 pp rozpoczął załadunek na stacji Równe do transportu kolejowego. Jako pierwszy po południu odjechał transport z dowództwem pułku i pododdziałami specjalnymi pułkowymi. Wieczorem odjechał I batalion, a w nocy II batalion. 17 sierpnia o godz. 8.00 zakończył załadunek III batalion, ze względu na opóźnienia w podstawieniu transportu. 18 i 19 sierpnia 45 pp wyładował się w Łęgnowie i Solcu Kujawskim. Pułk zajął kwatery: I batalion w Łęgnowie, II batalion w folwarku Żółwin i w Wypaleniskach, III batalion w Otorowie i w Makowiskach, dowództwo pułku w Łęgnowie. Po przyjeździe w miejsce koncentracji podjęto w pułku szkolenie, w tym przemarsze kondycyjne, nocne ćwiczenia. Przystąpiono do budowy umocnień polowych i przeszkód. 45 pp wraz z 13 DP wchodził w skład Korpusu Interwencyjnego, którego zadaniem było opanowanie Wolnego Miasta Gdańska w przypadku puczu hitlerowskiego. 31 sierpnia w godzinach porannych Korpus Interwencyjny został rozwiązany, 13 DP i część oddziałów samodzielnych miały zostać przewiezione do Armii „Prusy”.

### Działania bojowe
1 września 1939 o godz. 10.00 45 pp został zaalarmowany i o godz. 12.00 osiągnął gotowość marszową. Jako pierwsze załadowano do transportów kolejowych, dowództwo pułku i III batalion, które po południu odjechały w kierunku stacji Koluszki. I batalion załadował się w Kapuściskach, II batalion i pododdziały pułkowe specjalne w Solcu Kujawskim. Transporty kolejowe przewożące pułk jechały przez Toruń, Kutno, Łowicz. Podczas załadunku i w trakcie transportu były atakowane przez niemieckie lotnictwo, W Łęgnowie transporty 45 pp były ostrzeliwane przez niemieckich dywersantów. 3 września po południu III/45 pp i dowództwo pułku wyładował się w Rokicinach na południe od Koluszek i odmaszerował do Ciosny. Stacja po wyładunku była zbombardowana przez niemieckie lotnictwo. Wieczorem 3 września, w Rokicinach wyładował się II/45 pp i pododdziały specjalne pułku, były atakowane również przez lotnictwo. Z uwagi na silne bombardowanie Kutna dla I/45 pp zmieniono trasę jazdy i poprzez Łęczycę, Zgierz, Łódź-Andrzejów, do Gałkówka, na zachód od Koluszek, gdzie z transportu został wyładowany 5 września. 45 pp jak i cała dywizja nie otrzymał zaopatrzenia z kwatermistrzostwa Armii „Prusy”. Pułk otrzymał tylko 4 sztuki map taktycznych rejonu gdzie się znajdował i terenu przyszłych działań. 4 września pułk porządkował się po transporcie, o godz. 20.30 podjął marsz bez I/45 pp w kierunku Tomaszewa Mazowieckiego, wraz z I dywizjonem bez 3 baterii 13 pułku artylerii lekkiej. Do wskazanego rejonu na południowy zachód od Tomaszewa Maz. oddziały pułku dotarły o godz. 7.00 5 września. Z Gałkówka podjął marsz w kierunku Tomaszowa Maz. przybyły tam I batalion 45 pp.

#### Udział w bitwie pod Tomaszowem Mazowieckim
Podczas planowania przez dowództwo 13 DP rejonu obrony, przybył dowódca Armii „Prusy”, bez konsultacji sam w sposób bezwzględny zmienił plan obrony rozmieszczając w miejscu planowanych oddziałów osłonowych, główną linię obrony 13 DP w pasie 14 kilometrów, dwoma pułkami 43 pułku piechoty na prawym skrzydle i 45 pp na lewym skrzydle dywizji. 45 pp został wysunięty od reszty oddziałów dywizji. Ugrupowanie 13 DP i jej pułków osobiście przez gen. dyw. Stefana Dąba-Biernackiego, zawierało podstawowe błędy taktyczne. Takie ugrupowanie spowodowało lukę w środku ugrupowania dywizji od strony przewidywanego natarcia nieprzyjacielskiego o szerokości 12 kilometrów, a na przedpolu Tomaszowa Maz. do 9 kilometrów, natomiast blisko lasów Lubochnia korytarz zmniejszył się do 3 kilometrów. 45 pp zajął stanowiska obronne w lesie Zawady na zachód od Tomaszowa. Obronę zajęły II i III bataliony 45 pp, fatalnie dywizją dowodził płk dypl. Władysław Kaliński, nie przydzielił dla 45 pułku wsparcia artylerii, nie zapewnił pułkowi również elementarnego zaopatrzenia z zakresu żywności i paszy. Kwatermistrzostwo 13 DP we własnym zakresie uzyskało nieco zaopatrzenia z kwatermistrzowskich składów Armii „Łódź”. Na wyraźne żądanie dowódcy 45 pp wsparto go artylerią. Po otrzymaniu przez pułk wsparcia w postaci II dywizjonu armat bez 6 baterii z 13 pal, dywizjon zajął stanowiska w szykach piechoty jako armaty do ognia na wprost. Podobnie w szykach piechoty stanowiska zajął organiczny pluton artylerii piechoty 45 pp. II batalion częścią sił zajął stanowiska obronne we wsi Zawada i na wzgórzu 183. Nocą 5/6 września przez stanowiska pułku wycofały się rozbite oddziały 19 Dywizji Piechoty spod Piotrkowa Trybunalskiego i wielka ilość uchodźców cywilnych. Na nalegania dowódcy pułku płk Stanisława Hojnowskiego u dowódcy armii, zgodził się gen. dyw. Dąb-Biernacki na zagięcie skrzydła II/45 pp od strony luki w pozycjach dywizji w oparciu o północny skraj lasu przed Tomaszowem Maz. i rezygnacji z obrony Zawady. Drewniana zabudowa Zawady nie dawała możliwości skutecznej obrony przeciwpancernej. Wycofanie skrzydła II/45 pp umożliwiło uzyskanie styczności z III/45 pp. Pozycje pułku od rana 6 września atakowało lotnictwo niemieckie, straty poniósł III/45 pp.
Od wieczora 5 września wysunięte na przedpole oddziały rozpoznawcze 13 DP: 22 kompania kolarzy i kawaleria dywizyjna toczyły walki z oddziałami niemieckiej 1 Dywizji Pancernej. Obsadzająca Wolbórz 22 kompania kolarzy, stoczyła walkę z pododdziałem 1 pułku pancernego z 1 DPanc. unieszkodliwiła 2 czołgi, zdobyła mapy, wysadziła most na rzece. Na prośbę dowódcy 22 kompanii kolarzy do jej wsparcia dowódca dywizji wysłał 4 kompanię strzelecką z plutonem przeciwpancernym. 6 września o godz. 4.00, 4/45 pp doszła w okolice Wolbórza, tam okazało się że kolarze zostali wyparci z miasta. Obie kompanie stawiły opór niemieckim czołowym oddziałom na wschód od Wolbórza koło Chorzęcina, opóźniając do godz. 10.00 dalszy marsz kolumny niemieckiej. W trakcie walk unieruchomiono 3 czołgi, 4 dalsze uszkodzono. O godz. 11.00 wysadzono most na rzece Wolbórka w Zawadzie. 4 kompania 45 pp i 22 kompanie kolarzy osiągnęły stanowiska obronne 45 pp. Stanowiska obronne 45 pp wzmocniła dodatkowo 3 bateria 13 pal przygotowana do ostrzału na wprost. Zajęła ona miejsce 4 baterii, która zajęła stanowiska zakryte, do strzelania ogniem pośrednim na korzyść 45 pp. O godz. 12.00 stanowiska obu batalionów 45 pp stały się obiektem ataków lotnictwa niemieckiego. Tomaszów Maz. został w godzinach przedpołudniowych czterokrotnie zbombardowany, co uszkodziło łączność pułku z dowództwem dywizji i I batalionem. Artyleria niemieckiej 1 DPanc położyła dwie nawały ogniowe na północne i zachodnie skraje lasu tomaszowskiego. Po godz. 11.00 20 czołgów niemieckich bez piechoty podążających za wycofującymi się spod Wolbórza kompaniami zaatakowały północne skrzydło 45 pp. Ostrzał 3 i 5 baterii 13 pal i plutonu artylerii piechoty 45 pp unieruchomił 5 czołgów, a dalsze 3 uszkodził i zmusił pozostałe do wycofania się. Od godz. 14.00 niemiecka artyleria kilkakrotnie ostrzelała stanowiska 45 pułku strzelców, niszcząc węzeł łączności z radiostacją pułkową, po raz piąty został zbombardowany Tomaszów Maz., w którym wzniecono pożary, spłonęło ponad 60 domów i inne budynki. Po godz. 14.00 w trakcie bombardowań, rozpoznawcze natarcie wykonała niemiecka kompania czołgów, którą odparto. Podczas następnego niemieckiego natarcia o godz. 17.00 na stanowiska 7 kompanii strzeleckiej utracono wspierające ją armaty przeciwpancerne, reakcja baterii 13 pal osłoniła stanowiska kompanii unieruchamiając 5 czołgów, a pozostałe zmusiła do wycofania się.
O godz. 16.00 niemieckie czołgi wtargnęły w lukę pomiędzy 45 pp i 43 pp, a po godz. 17.30 w lukę wjechało około 300 niemieckich czołgów likwidując punkty obserwacyjne artylerii oraz zmuszając do odwrotu i rozbijając baterie 13 pal i 13 dywizjonu artylerii ciężkiej. Wjechały następnie do lasu Lubochnia siejąc panikę w służbach dywizji i oddziałach służb: sanitarnej, weterynarii, uzbrojenia, taborów, samochodowej itd. 13 DP praktycznie została przepołowiona. Czołgi niemieckie dotarły do północno wschodnich przedmieść Tomaszowa Maz. Stanowiska 45 pp zostały ominięte pod osłoną wzg.183. Przed zmrokiem na obronę 45 pp wyszło natarcie niemieckiej piechoty i czołgów w rejonie Jadwigów i Wiaderno. Dzięki wsparciu 5 baterii 13 pal i plutonu artylerii piechoty 45 pp, natarcie zostało zatrzymane pomimo strat własnych.
I batalion 45 pp po wyładowaniu się z transportu kolejowego dotarł do Starzyc o świcie 6 września. Odpoczywał do godz. 14.00 oczekując na rozkazy, po ich otrzymaniu batalion okopał się na skraju lasu Lubochnia po obu stronach szosy warszawskiej. Przez szyki batalionu przechodzili rozbitkowie z 19 DP i innych oddziałów. O godz. 19.00 poprzez rejon obrony batalionu odmaszerował w kierunku północnym 44 pułk piechoty. Około godz. 21.00 na szosie warszawskiej pojawiły się niemieckie rozpoznanie pancerne, które ostrzelane przez I/45 pp wycofały się. Na rozkaz dowódcy dywizji około godz. 22.00, 45 pp rozpoczął odwrót z zajmowanych stanowisk obronnych przez Tomaszów Maz. do lasów Lubochni.
III/45 pp pododdziały pułkowe i dowództwo pułku podjęło marsz w kierunku Tomaszowa Maz., pod miastem do kolumny dołączył II/45 pp, który wyznaczył straż przednią składającą się z 6 kompanii strzeleckiej, z plutonem ckm i plutonem ppanc. W rejonie koszar II dywizjonu 4 pułku artylerii ciężkiej, kolumna 45 pp podjęła marsz w kierunku Lubochni, w gotowości do otwarcia drogi natarciem. Dowódca pułku płk Stanisław Hojnowski jadąc samochodem znajdował się przy straży przedniej pułku. Maszerująca ul. Warszawską kolumna 45 pp znalazła się pod ostrzałem dywersantów, mieszkańców Tomaszowa Maz. W trakcie walki z dywersantami przy ul. Warszawskiej nr 46, 52 i 54 poległ w swoim samochodzie płk Stanisław Hojnowski. Rozwinięta straż przednia podjęła walkę z niemieckimi stanowiskami ogniowymi na wysokości ul. Zawadzkiej i o most na rzece Piasecznicy. Główna kolumna pułku znalazła się pod ostrzałem dywersantów i być może niemieckich patroli, które znalazły się w mieście. Pomimo użycia armat baterii II/13 pal i pułkowych armat piechoty nie udało się przebić pułkowi w kierunku Lubochni. Potęgował się bałagan, oszalałe konie z armatami, biedkami, jaszczami i wozami konnymi doprowadziły na ulicach miasta do zamętu i rozproszenia pododdziałów pułku. Doszło do spontanicznych walk żołnierzy pułku z niemieckimi dywersantami. Żołnierze pułku i wspierających baterii 13 pal odeszły ku Pilicy w kierunku na Spałę. Niemieckie czołgi nie włączyły się czynnie do walki, prowadząc jedynie ostrzał miasta głównie ul. Warszawskiej. Walki w mieście trwały do świtu 7 września. Saperzy zdołali wysadzić mosty. W walkach poległo od 90 do 110 żołnierzy 45 pp i 13 pal. Wśród poległych oprócz płk. Hojnowskiego, znaleźli się por. Jan Cieślak, por. Piotr Bartosik, kpt. Jerzy Merełnaszwili, ppor. Kalliński, ppor. Piątek.
Dowódca I/45 pp podjął nieudane próby nawiązania łączności z dowódcą pułku, po odgłosach walki w Tomaszowie Maz. o godz. 23.30 wycofał I batalion do Lubochni. Po dojściu do Lubochni od dowódcy dywizji otrzymał rozkaz powrotu na poprzednie stanowiska. Ponownie rozkazem dowódcy dywizji o godz. 3.00 otrzymał rozkaz odejścia do Lubochni i zorganizowania w niej obrony. Po okopaniu się o świcie osłaniał odwrót 43 pp, który w trakcie przejścia przez wieś był ostrzeliwany przez niemiecką artylerię. Po przejściu wsi przez 43 pp na wieś uderzyły czołgi niemieckie, w walce walcząc pomiędzy płonącymi zabudowaniami, batalion odparł niemieckie natarcie, osłonił przejście w pobliżu wsi 44 pp, oddziałów artylerii i innych broni. Odparto następne niemieckie natarcia unieruchamiając 8 czołgów. O godz. 10.30 I batalion wycofał się w kierunku na Spałę i Inowłódź. W trakcie walki batalion poniósł około 25% strat osobowych, utracono 4 ckm, dwa moździerze i armatę ppanc. Z Tomaszowa Maz. 45 pp z 10 armatami wycofał się za Pilicę i większością rozbitych pododdziałów pomaszerował szosą na Spałę i Inowłódź, część podjęła marsz na Ludwików i dotarła do lasów Brudzewickich. 7 września po południu po przeprawie w Inowłodziu w rejonie gajówki Giełzów zbierały się pozostałości 45 pp. Zebrały się resztki I i II batalionów i nieco uszczuplony III batalion. Zebrano około 1000 żołnierzy, 4 armaty ppanc., 14 ckm.

#### Odwrót ku Wiśle
7 września w godzinach popołudniowych nastąpiła reorganizacja 13 DP, w tym 45 pp. Dowódcą pułku został mianowany ppłk Klaudiusz Reder dotychczasowy dowódca artylerii dywizyjnej.
Dowódcą zbiorczego batalionu 45 pp został mjr Franciszek Kasztelowicz, kompaniami zbiorczymi poszczególnych batalionów dowodzili:
- 1 kompanią strzelecką (z I/45 pp) - kpt. Jerzy Koczay,
- 2 kompanią strzelecką (z II/45 pp) - kpt. Tomasz Srokowski,
- 3 kompanią strzelecką (z III/45 pp) - kpt. Antoni Gębski,
- zbiorczą kompanią ckm - por. Aleksander Kita[43].

Nocą 7/8 września 45 pułk strzelców wraz z 13 dac i innymi oddziałami dywizyjnymi podjął marsz do Ulowa i lasu na południe od tej wsi. Żołnierze taborów pułku ostrzelali pomyłkowo samochód dowódcy 43 pułku strzelców ppłk Franciszka Kubickiego. 8 września po południu batalion 45 pp mjr. Franciszka Kasztelowicza stanął na postój na wschód od Klwowa. Skąd podjął marsz w zgrupowaniu oddziałów dywizyjnych w nocy 8/9 września w jej głównej kolumnie do lasu Dąbrówka. Zmniejszono znacznie tabory dywizji i poszczególnych oddziałów. Podjęty marsz nocą 9/10 września do rejonu Głowaczowa, który został opanowany przez batalion 44 pp wraz z pozostałościami 1 bczl. 45 pp (batalion mjr. Kasztelowicza) przed południem 10 września dotarł do lasu pod Basinowem 4 km na zachód od Ryczywołu.
Dotychczasowe marsze po piaszczystych i leśnych drogach doprowadziły do dalszego uszczuplenia szeregów 45 pp, wielu żołnierzy pogubiło się lub dołączyło do innych oddziałów, w batalionie 45 pp pozostało około 300 żołnierzy. Na rozkaz dowódcy dywizji żołnierze mieli zakopć ciężki sprzęt, a przystąpić do przeprawy przez Wisłę z bronią ręczną. Nocą 10/11 września batalion 45 pp podjął ostatni kilkukilometrowy marsz ku Wiśle, po odkryciu ruchu oddziały 13 DP zostały ostrzelane przez artylerię niemiecką. Z braku map oddziały błądziły. 10 września o godz. 21.00 mjr Kasztelowicz zarządził odprawę nakazał zdekompletować posiadaną armatę ppanc. i ciężkie karabiny maszynowe poprzez zakopanie ich zamków. Następnie o godz.23.00 batalion 45 pp podjął marsz do Wisły z batalionem maszerował ppłk Reder i mjr Kasztelowicz i kpt. Rzeczkowski. Kpt. Gębski z grupą kilku żołnierzy za zgodą ppłk. Redera podjął marsz ku Wiśle samodzielnie. Po przejściu 1 kilometra mjr Kasztelowicz odjechał przypadkowym samochodem. Prowadzenie batalionu liczącego 6 oficerów i 250 szeregowych przekazano kpt. Rzeczkowskiemu, który nie posiadając mapy i w kompletnych ciemnościach zabłądził. Ze względu na ostrzał niemieckiej artylerii doszło do dalszego rozproszenia się żołnierzy. 11 września o świcie dotarło do rzeki na południe od Magnuszewa około 200 żołnierzy 45 pp. Po 43 pp rzekę pokonywali żołnierze pozostałości 45 pp. Rozpowszechniona plotka wśród żołnierzy 13 DP doprowadziła do tego, że część żołnierzy podjęła marsz do garnizonów pokojowych dywizji. Duża grupa żołnierzy pułku dostała się do niewoli na zachodnim brzegu Wisły, wśród nich dowódca 7 kompanii por. Bronisław Krasnopolski. Duża grupa pomaszerowała na wschód przez Lubelszczyznę. Na miejscu na wschodnim brzegu Wisły zebrano z 45 pp zbiorczą kompanię.

#### Kompania zbiorcza 45 pp w zgrupowaniu 13 DP
Do wieczora 11 września przeprawione grupy żołnierzy 13 DP zgrupowały się w rejonie Podwierzbia, gdzie odpoczywały i reorganizowały się. W Łaskarzewie zbierano żołnierzy i odsyłano ich do właściwych oddziałów oraz rannych lokowano w szpitalu. Z żołnierzy 45 pp zorganizowano kompanię zbiorczą pod dowództwem kpt. Stanisława Sosnowskiego, która wraz z kompanią zbiorczą 44 pp weszła w skład batalionu zbiorczego kpt. Józefa Rzeczkowskiego. Od 13 września zza Wisły wydzielone grupy żołnierzy przewoziły pozostawioną tam broń i amunicję. Batalion zbiorczy kpt. Rzeczkowskiego rozkazem dowódcy dywizji zamknął obronę pasa obrony dywizji od strony Woli Łaskarzewskiej w kierunku Dąbrowy. Oddziały niemieckie sforsowały Wisłę i rozpoczęły spychanie oddziałów Zgrupowania 13 DP w kierunku północnym. 16 września o godz.19.30 oddziały 13 DP podjęły marsz w kolumnie z Samogoszczy w kierunku Osiecka. Oddziały zatrzymały się w lesie na zachód od miasta 17 września po godz.10.00. Po zmroku podczas formowania kolumny do marszu w kierunku Emowa, zgrupowanie zaatakowało 5 niemieckich samochodów pancernych zadając kolumnie straty w poległych, rannych, koniach i sprzęcie. Kolumna dywizyjna podjęła marsz o godz. 19.30. kompania zbiorcza 45 pp maszerowała za 43 pp.
Rejon Emowa zgrupowanie 13 DP osiągnęło 18 września o godz.9.00. po oczekiwaniu na dołączenie błądzących pododdziałów ponowny wymarsz w kierunku Pragi opóźnił się. Wyruszono o godz.21.30 i ze względu na powolny marsz kolumny, w nocy deszczu oraz zagrodzony metalową siatką teren licznych działek marsz opóźniał się, stało się niemożliwe dotarcie na Pragę przed świtem. O godz.2.00 19 września płk Kaliński rozkazał zająć stanowiska i zorganizować obronę w lesie 1500 metrów na północny wschód od Falenicy zgrupowania 13 DP z 14 armatami polowymi i 2 armatami ppanc. Batalion zbiorczy kpt. Rzeczkowskiego zajął stanowiska na północnym odcinku obrony. Kompania zbiorcza 45 pp broniła centrum odcinka mając z lewej strony kompanię ckm kpt. Antoniego Brodnickiego, z prawej strony kompanię zbiorczą 44 pp kpt. Walentego Parata. Odcinek wschodni bronił 43 pp. Od rana 19 września stanowiska na odcinku północnym rozpoznawały niemieckie patrole. O godz. 10.00 na stanowiska batalionu kpt. Rzeczkowskiego, natarcie wykonał niemiecki batalion piechoty wsparty artylerią lekką. Niemiecka piechota w ogniu batalionu zbiorczego zaległa około 400-500 metrów od stanowisk obronnych i okopała się. Na odcinku kompanii zbiorczej 44 pp, pod osłoną zabudowań i krzewów doszła na odległość 100 metrów. O godz. 12.30 na odcinku wschodnim kontratakowała kompania odwodowa, do której spontanicznie przyłączyła się kompania 44 pp odrzucając niemiecką piechotę na odległość 200 metrów. Zdobyto 2 lkm-y z amunicją. Po godz. 13.00 na stanowiska batalionu zbiorczego ostrzał rozpoczęła niemiecka artyleria ciężka. Po czym o godz. 13.30 wyruszyło natarcie niemieckiej piechoty wspartej 6 czołgami. Wspierająca batalion artyleria zniszczyła 2 czołgi, a jeden uszkodziła. Niemiecka piechota zaległa okopując się. Po zatrzymaniu i odparciu ostatniego niemieckiego natarcia, aktywnych działań na bronionym odcinku nie było, pozycje jedynie ostrzeliwała niemiecka artyleria.
Broń ciężką zdekompletowano i uszkodzono, częściowo zakopano pozostawiono rannych i tabory. Pozostała część zgrupowania podjęła marsz do Warszawy, wyruszono o godz. 22.30, batalion zbiorczy z kompanią 45 pp poruszał się w składzie sił głównych dywizji. Przekroczono tory kolejowe i maszerowano przez Zagoździa na Skrzypków nad Wisłą. Przed torem kolejki wąskotorowej, straż przednia została ostrzelana ogniem broni maszynowej, część jej gwałtownym szturmem przedarła się nad Wisłę. Pozostali, w tym kompania zbiorcza 45 pp rozpadły się na mniejsze grupki i podążały w różnych kierunkach. Część dotarła nad Wisłę do grupy straży przedniej, część żołnierzy dostała się do niewoli lub przebrała się w ubrania cywilne, a część podjęła przedzieranie się na wschód. Przedzierająca się przez Zbytki grupa około 160 żołnierzy stoczyła bój 20 września przed południem w rejonie Żerzenia z batalionem niemieckiej 11 Dywizji Piechoty. W jego wyniku poległo 107 żołnierzy, po wystrzeleniu całej amunicji poddało się 50 żołnierzy, wśród nich por. Aleksander Kita. Do Warszawy dotarło łącznie około 600 żołnierzy 13 DP, w większości z 43 pp oraz nieliczni z 45 pp. Odtworzono 43 pp do którego włączono nielicznych żołnierzy 45 pp. Pułk wraz z odtwarzaną dywizją brał udział w obronie Warszawy do dnia kapitulacji stolicy.

### Odtworzenie 45 pp w XIII Brygadzie Piechoty na Lubelszczyźnie
12 września dowódca PD 13 DP płk Marian Szalewicz w bezskutecznym poszukiwaniu dowódcy Armii „Prusy” dotarł do Lublina. Od dowódcy Armii „Lublin” gen. dyw. Tadeusza Piskora otrzymał rozkaz zorganizowania kordonu policyjno-woskowego na odcinku Janów Lubelski-Lublin oraz zorganizowania obrony miasta i rejonu Chełma Lubelskiego. Zadaniem było formowanie i odtwarzanie jednostek z rozbitej Armii „Prusy” przy wykorzystaniu cofających się rozproszonych żołnierzy i przy wykorzystaniu miejscowych zasobów z formacji zapasowych i tyłowych. Od przybyłego do Chełma Lub. 15 września gen. dyw. Stefana Dąba-Biernackiego mianowanego z kolei dowódcą Frontu Północnego otrzymał rozkaz odtworzenia głównie w oparciu o wycofujących się żołnierzy 13 DP, formacji zapasowych i tyłowych - XIII Brygady Piechoty. W pierwszej kolejności podjęto odtwarzanie 43 pp i 44 pp. Rozkazem gen. Dąba-Biernackiego od 15 września zaczęto formować również 45 pp z wydzielonych formowanych batalionów stacjonujących w Serebryszczu z 43 pp i ze stacjonującego w Horodyszczu batalionu ze składu 44 pp. Od 16 września dowództwo 45 pp objął ponownie ppłk Klaudiusz Reder. Bataliony pułku miały niskie stany liczbowe i skromne uzbrojenie zespołowe. 45 pp osiągnął stan osobowy 860 żołnierzy, uzbrojony był w jedną armatę ppanc. 15 ckm i od 10 do 12 rkm. Z tego w I batalionie 500 żołnierzy i 10 ckm, w II batalionie 360 żołnierzy i 5 ckm. Nadmienić należy, że batalion z Horodyszcza składał się z żołnierzy wcześniej zgrupowanych w Oddziale Zbierania Nadwyżek 7 pułku piechoty Legionów z Chełma Lub., batalion z Serebryszcza z żołnierzy głównie 45 pp wycofujących się znad Wisły i innych rozbitków z jednostek Armii „Prusy”. XIII BP wraz z XIX Brygadą Piechoty oraz grupą płk. Mariana Ocetkiewicza weszły w skład Kombinowanej Dywizji gen. bryg. Jerzego Wołkowickiego, która z kolei weszła w skład Armii gen. Emila Krukowicza-Przedrzymirskiego. 17 września XIII BP pomaszerowała do Wojsławic bez organizującego się w Serebryszczu 45 pp.
Obsada personalna 45 pułku piechoty (odtworzony):
- dowódca pułku - ppłk Klaudiusz Reder
- adiutant pułku - kpt. Aleksander Wolszczan
- dowódca plutonu zwiadu - ppor. rez. Zygfryd Chojak
- dowódca I batalionu - kpt. Tadeusz Jan Suchecki
  - dowódca 1 kompanii strzeleckiej - ppor. Wilhelm Auterhoff
  - dowódca 2 kompanii strzeleckiej - por. art. Jan Cieślak
    - dowódca plutonu - ppor. rez. Tadeusz Feliks Radwański

  - dowódca 3 kompanii strzeleckiej - NN
- dowódca II batalionu - kpt. Piotr Władysław Nowosielski

#### Udział pułku w bitwie pod Tomaszowem Lubelskim
18 września XIII BP rozkazem dowódcy dywizji gen. Wołkowickiego podjęła marsz do Hrubieszowa. 19 września w Teratynie do brygady dołączył 45 pp. 19 i 20 września 45 pp stacjonował w Dziekanowie, a pozostałe pułki brygady w Hrubieszowie. Kończono organizację pułku. Zgodnie z rozkazem dowódcy dywizji 45 pp miał dołączyć do kolumny za 44 pp i maszerować przez Żerniki i Podlodów w kierunku Tomaszowa Lubelskiego. Wieczorem 20 września 45 pp zatrzymał się w Starej Wsi. Rano 21 września podjęto dalszy marsz i pułk zatrzymał się w kolonii Hopkie, gdzie podjął przygotowania do natarcia nazajutrz w kierunku Tomaszowa Lub. 22 września 45 pułk piechoty miał prowadzić natarcie w składzie XIII BP w I rzucie natarcia w środku ugrupowania brygady pomiędzy 43 i 44 pułkami piechoty, po osi Hopkie-Pawłówka-wzgórze 299 do szosy z Józefówki na Tomaszów Lub. Osłonę od południa zabezpieczała grupa płk. Ocetkiewicza, od północy na Tomaszów Lub. miała nacierać XIX BP, odwód natarcia stanowiła wydzielona część XIX BP.
Rano 22 września prowadzący natarcie 45 pp został zatrzymany silnym ogniem broni maszynowej przed Pawłówką, zdobycie przez 43 pp Werechanie spowodowało wycofanie się niemieckiej piechoty ze składu 28 DP z Pawłówki. Podjęte dalsze natarcie pozwoliło opanować wieś i rejon Wieprzowa Ordynackiego w odległości 8 kilometrów od Tomaszowa Lub., gdzie 45 pp przeszedł do obrony. Podjęto przygotowania do natarcia na Tomaszów Lub. 23 września rano. W ramach tych przygotowań rozkazem gen. Wołkowickiego w nocy 22/23 września 45 pp otrzymał rozkaz zajęcia lepszych pozycji do bezpośredniego natarcia na Tomaszów Lub. W związku z tym podjął marsz do Dąbrowy Tomaszowskiej, oba bataliony nie mając łączności ze sobą i dowództwem pułku, bez map natknęły się na stanowiska obronne niemieckiej 28 DP. W trakcie walki w nocnych ciemnościach pułk poniósł znaczne straty osobowe, a część żołnierzy uległa rozproszeniu. W rezultacie nocnego przegrupowania 45 pp poniósł tak duże straty, że o świcie 23 września nie był w stanie podjąć natarcia na wzgórza na północny wschód od Tomaszewa. Zajął stanowiska obronne na skraju lasu na południe od Wieprzowa Ordynackiego. W trakcie walk na tyłach działali dywersanci ukraińscy, którzy przecinali i niszczyli łączność telefoniczną pomiędzy oddziałami i artylerią wsparcia.
Rano 23 września niemiecka 28 DP dokonała równoczesnego natarcia od strony Tomaszowa, na rozpoczynające natarcie oddziały Dywizji Kombinowanej gen. Wołkowickiego. Niemieckie natarcie w rejonie gajówki Maziarnia w kompleksie leśnym pomiędzy Werechaniem, a Wieprzowem Ordynackim wyszło na 43 pp i osłabiony 45 pp z artylerią. Walczące w kompleksie leśnym bataliony obu pułków były sukcesywnie wypierane w kierunku Podlodowa przez oddziały niemieckiej 28 DP. Pułki poniosły dalsze straty. Walczący w rejonie Justynówki i Podhorców 44 pp został rozbity. O godz. 16.00 z rozkazu dowódcy armii brygada miała oderwać się od nieprzyjaciela i podjąć marsz w rejon Majdanu Krynickiego, gdzie za szosą Zamość-Tomaszów Lub. został zrobiony wyłom w obronie niemieckiej. Jednak dalsze walki i znalezienie się pozostałości 45 pp pod silnym ostrzałem niemieckiej artylerii doprowadziło w późnych godzinach popołudniowych do rozproszenia się pozostałych żołnierzy stanowiących ten pułk. W zaistniałej sytuacji dowódca brygady po godz.18.00 23 września rozwiązał XIII BP. Rozproszone grupki żołnierzy 45 pp w następnych trzech dniach do 26 września dołączyły do pozostałości innych oddziałów z Frontu Północnego walcząc o Krasnobród i Podklasztor.

### Oddziały II rzutu mobilizacyjnego 45 pp

#### Batalion marszowy 45 pp
W ramach mobilizacji powszechnej w I rzucie do 4 dnia jej trwania w Kadrze Zapasowej Piechoty „Włodzimierz” zmobilizowano batalion marszowy 45 pp. Prawdopodobnie batalion marszowy przeszedł wraz z pozostałymi zmobilizowanymi w KZP „Włodzimierz” batalionami i uzupełnieniami marszowymi oraz zmobilizowanym dowództwem Ośrodka Zapasowego 13 Dywizji Piechoty w okolice Równego, gdzie podjęto dalsze czynności organizacyjne.

#### Oddział Zbierania Nadwyżek 45 pp
Po mobilizacji pułku i wyjeździe jego na zachód w koszarach 45 pp pozostały nadwyżki żołnierzy, które zostały znacznie powiększone od chwili ogłoszenia mobilizacji powszechnej i wybuchu wojny. Dowództwo OZN 45 pp sprawował prawdopodobnie ppłk Zygmunt Kostkiewicz. Na jego rozkaz, w pierwszych dniach po wybuchu wojny, przeniesiono stan osobowy oddziału, broń, wyposażenie i wszelkie mienie pułku do otaczających Równe wsi. W koszarach pozostawiono pododdział wartowniczy oraz kompanię ckm do obrony przeciwlotniczej koszar i części miasta pod dowództwem ppor. Wilhelma Auterhoffa z 44 pp. 7 września miał miejsce pierwszy nalot lotnictwa niemieckiego na miasto i jego obiekty wojskowe i komunikacyjne. Naloty odbywały się niemal codziennie. W pierwszych dniach września OZN 45 pp wszedł w skład Ośrodka Zapasowego 13 Dywizji Piechoty pod dowództwem ppłk. Kazimierza Czarneckiego. 13 września Równe i okolice były trzykrotnie bombardowane. 14 września z wyznaczonych żołnierzy 44 pp i 45 pp sformowano bojowy batalion piechoty pod dowództwem ppłk. Jana Wańtucha, nazywany później batalion piechoty „Równe”, który skierowano jako osłonę Dubna. Wszedł on w skład Grupy „Dubno”.
17 września o godz. 4.30 sowieckie samoloty zrzuciły na koszary ulotki. W kierunku Równego skierowano z sowieckiej 45 Dywizji Strzelców grupę szybką, w składzie batalionu piechoty doraźnie zmotoryzowanego i wzmocnionego czołgami, celem opanowania miasta. Został on ostrzelany ogniem artylerii przez pociąg pancerny nr 51 „Pierwszy Marszałek”, prowadzący rozpoznanie na rzecz pułku KOP „Sarny”. Garnizon Równego, na rozkaz Komendanta Miasta ppłk. Rudolfa Ksieniewicza (pokojowego I zastępcy dowódcy 45 pp), i pozostające w mieście pododdziały otrzymały rozkaz kapitulacji przed wkraczającą do miasta sowiecką 45 DS. O losach OZN 45 pp nie ustalono pewnych informacji, zapewne część jego żołnierzy opuściła Równe i uniknęła niewoli, natomiast zasadnicza grupa dostała się do niewoli sowieckiej.
| Struktura organizacyjna i obsada personalna we wrześniu 1939 | Struktura organizacyjna i obsada personalna we wrześniu 1939               |
| Stanowisko                                                   | Stopień, imię i nazwisko                                                   |
| Dowództwo                                                    | Dowództwo                                                                  |
| ------------------------------------------------------------ | -------------------------------------------------------------------------- |
| dowódca pułku                                                | płk piech. Stanisław Hojnowski do 6/7 IX (poległ w Tomaszowie Mazowieckim) |
| dowódca pułku                                                | ppłk art. Klaudiusz Reder 7 IX -11 IX; 13 - 27 IX w 13 DP                  |
| I adiutant                                                   | kpt. Józef Rzeczkowski                                                     |
| naczelny lekarz                                              | por. rez. lek. dr Kazimierz Uszycki                                        |
| kapelan                                                      | ks. kap. Janusz Iwanicki                                                   |
| I batalion                                                   |                                                                            |
| dowódca I batalionu                                          | mjr Franciszek Kasztelowicz                                                |
| dowódca 1 kompanii strzeleckiej                              | kpt. Jerzy Hieronim Koczay                                                 |
| dowódca I plutonu                                            | ppor. Bronisław Stacherski                                                 |
| dowódca II plutonu                                           | ppor. rez. Losik                                                           |
| dowódca III plutonu                                          | ppor. rez. Zbigniew Leszczyński                                            |
| dowódca 2 kompanii strzeleckiej                              | kpt. Kazimierz Sulatycki                                                   |
| dowódca plutonu                                              | ppor. Mieczysław Jan Skólski                                               |
| dowódca 3 kompanii strzeleckiej                              | kpt Stefan Borowski                                                        |
| dowódca plutonu                                              | por. Feliks Fręchowicz                                                     |
| dowódca plutonu                                              | ppor. Stanisław Sztukowski                                                 |
| dowódca 1 kompanii cekaemów                                  | por. Aleksander Kita                                                       |
| dowódca I plutonu                                            | ppor. Stanisław Mańko                                                      |
| dowódca IV plutonu (taczanki)                                | ppor. rez.Kowalski                                                         |
| II batalion                                                  |                                                                            |
| dowódca II batalionu                                         | mjr Stefan Jan Tomków                                                      |
| dowódca 4 kompanii strzeleckiej                              | kpt. Stanisław Marchel                                                     |
| dowódca I plutonu                                            | ppor. Józef Tunikowski                                                     |
| dowódca II plutonu                                           | ppor. rez. Michał Górny                                                    |
| dowódca III plutonu                                          | ppor. Marian Orliński                                                      |
| dowódca 5 kompanii strzeleckiej                              | kpt. Tadeusz Ludwik Heinrich                                               |
| dowódca plutonu                                              | ppor. Zbigniew Teofil Gniłka                                               |
| dowódca 6 kompanii strzeleckiej                              | kpt. Jerzy Merełneszwili                                                   |
| dowódca I plutonu                                            | ppor. Wilhelm Franciszek Sumara                                            |
| dowódca II plutonu                                           | ppor. rez. Bronisław Keller                                                |
| dowódca 2 kompanii cekaemów                                  | kpt. Tomasz Srokowski                                                      |
| dowódca IV plutonu (taczanki)                                | ppor. rez. Edward Kwaśnik                                                  |
| dowódca plutonu moździerzy                                   |                                                                            |
| III batalion                                                 |                                                                            |
| dowódca III batalionu                                        | mjr Józef Pałac                                                            |
| dowódca 7 kompanii strzeleckiej                              | por. Bronisław Krasnopolski                                                |
| dowódca I plutonu                                            | ppor. Jan Józef Ożana                                                      |
| dowódca II plutonu                                           | por. Antoni Szczurowski                                                    |
| dowódca III plutonu                                          | ppor. Jan Połujański                                                       |
| dowódca 8 kompanii strzeleckiej                              | kpt. Andrzej Biliński                                                      |
| dowódca I plutonu                                            | por. Tadeusz Henryk Deihołos                                               |
| dowódca 9 kompanii strzeleckiej                              | kpt. Eugeniusz Zarański                                                    |
| dowódca plutonu                                              | por. Józef Zygmunt Wyspiański                                              |
| dowódca plutonu                                              | ppor. Tadeusz Julian Dzerowicz                                             |
| dowódca 3 kompanii cekaemów                                  | kpt. Antoni Gębski                                                         |
| dowódca I plutonu                                            | por. Stanisław Bielski                                                     |
| dowódca II plutonu                                           | ppor. Józef Zelnikier                                                      |
| Pododdziały specjalne                                        |                                                                            |
| dowódca kompanii przeciwpancernej                            | ppor. Zygmunt Gorgol                                                       |
| dowódca plutonu artylerii piechoty                           | por. Jan Cieślak                                                           |
| dowódca kompanii zwiadowców                                  | por. Jan Krawczyń                                                          |
| dowódca plutonu konnego                                      | ppor. Jan Antoni Kaczmarczyk                                               |
| dowódca plutonu kolarzy                                      | ppor. Józef Piorun-Pioruński                                               |
| dowódca plutonu pionierów                                    | por. Kazimierz Bieńkowski                                                  |
| dowódca plutonu przeciwgazowego                              | NN                                                                         |
| dowódca plutonu łączności                                    | NN                                                                         |

## Symbole pułkowe

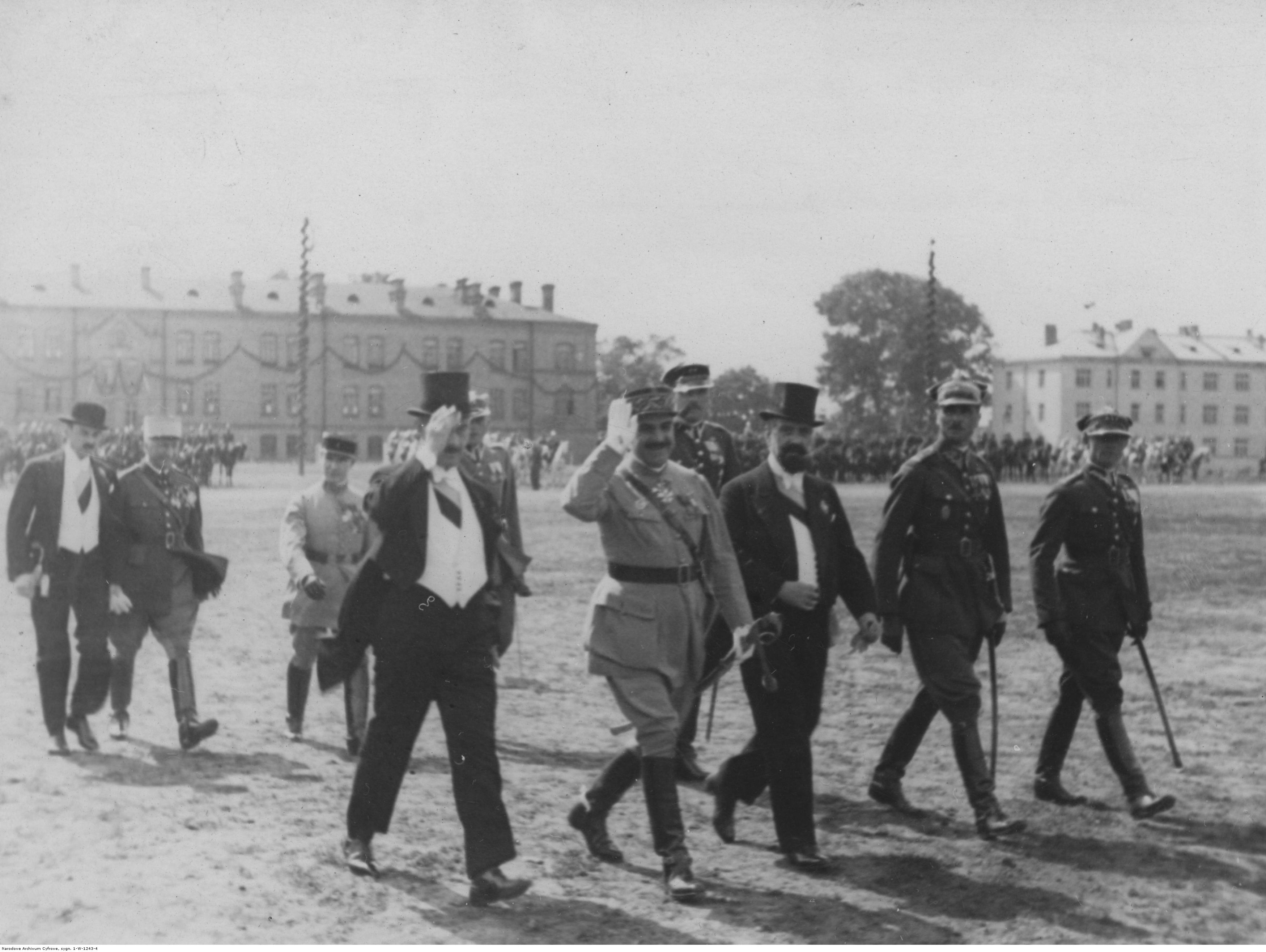
Wręczenie sztandarów 44 pp i 45 pp w Równem - delegacja francuska na terenie koszar; 14 czerwca 1931.

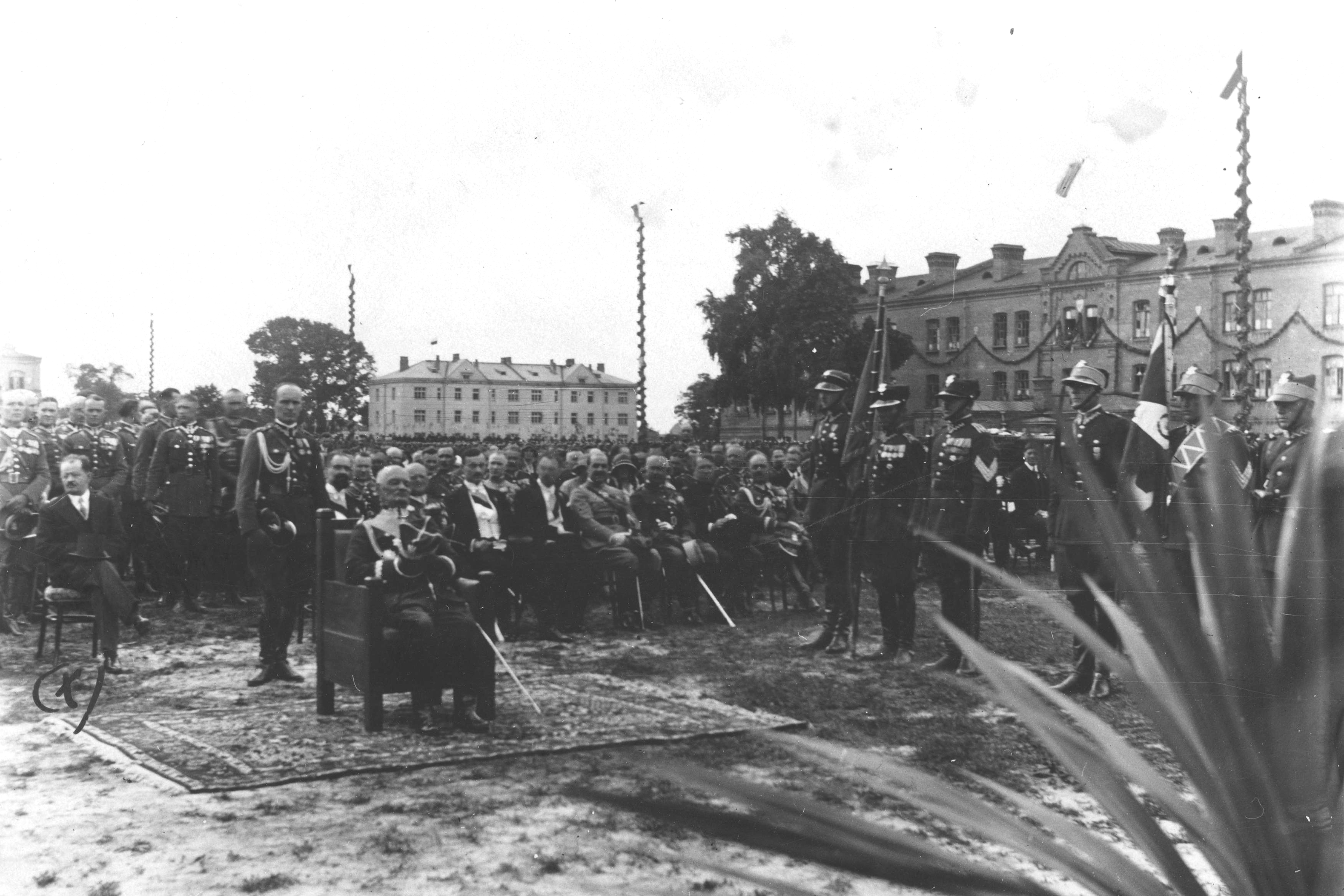
Wręczenie sztandarów 44 pp i 45 pp w Równem - msza polowa.

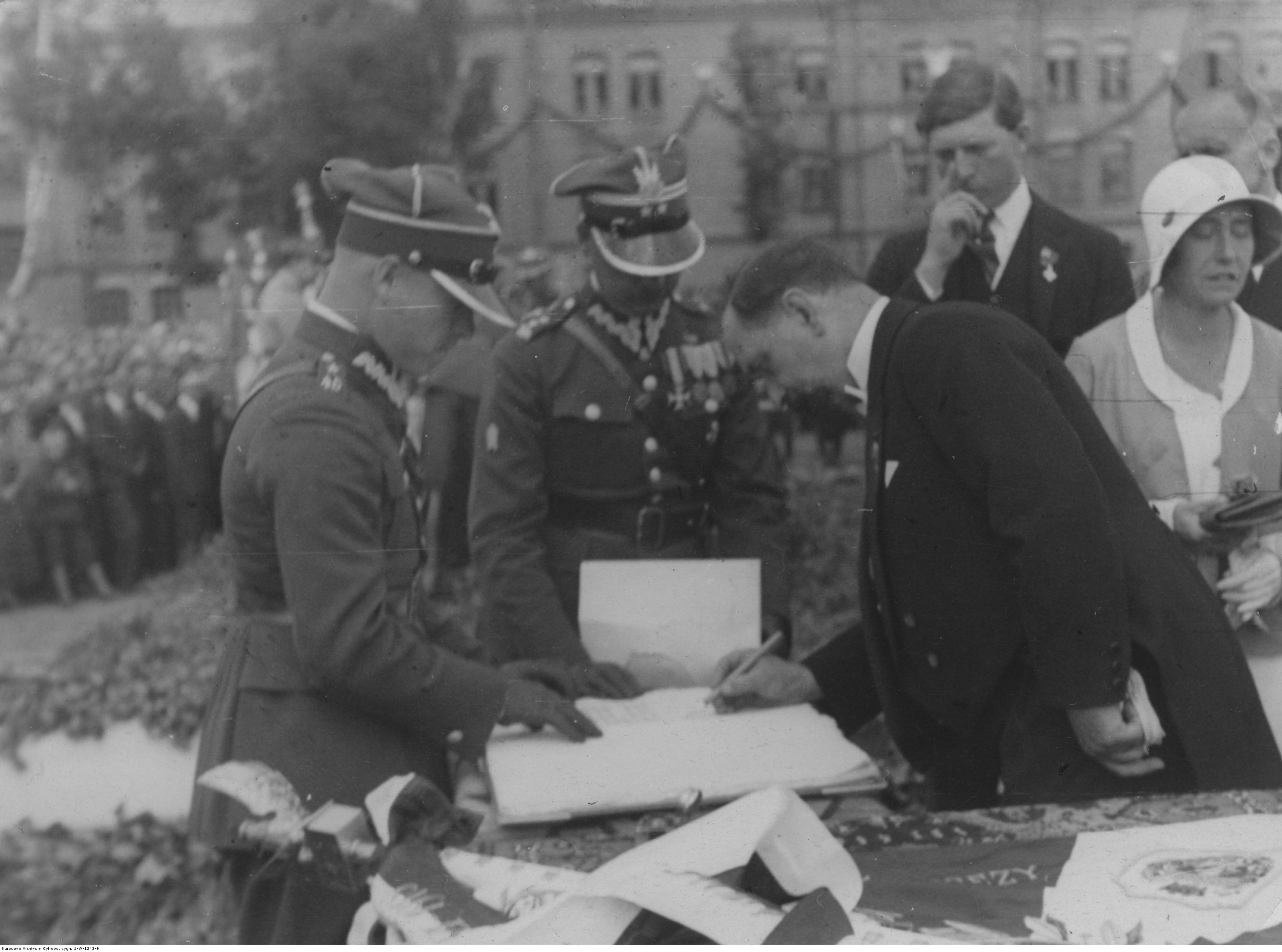
Wręczenie sztandarów 44 pp i 45 pp. Wiceprezydent Paryża Georges Contenot wpisuje się do księgi pamiątkowej pułku.

### Sztandar
Stary, nietypowy sztandar pułk otrzymał w 1918 roku. W 1931 roku pułk otrzymał sztandar typowy ufundowany przez społeczeństwo Paryża. Wręczył go pułkowi w Równem gen. Jan Romer. Sztandary zostały w 1939 roku spalone. W 1966 roku do Muzeum Wojska Polskiego trafiło kilka gwoździ ze sztandaru.

### Odznaka pamiątkowa
9 stycznia 1931 roku kierownik Ministerstwa Spraw Wojskowych, generał dywizji Daniel Konarzewski zatwierdził wzór i regulamin odznaki pamiątkowej 45 Pułk Piechoty Strzelców Kresowych. Odznaka ma kształt srebrnego krzyża nawiązującego do herbu Wołynia, z ramionami pokrytymi błękitną emalią. Na krzyż nałożono tarczę rycerską z pionową wstęgą o barwach narodowych, na której wpisano numer i inicjały 45 PSK. Z lewej strony miniatura emblematu Towarzystwa Gimnastycznego "Sokół", z prawej miniatura oznaki rozpoznawczej noszonej przez 3 Pułk Strzelców Polskich we Francji (cyfra 3 nad trąbką strzelecką). Na szczyt tarczy nałożony srebrny orzeł państwowy wz. 1927. Oficerska - trzyczęściowa, wykonana w srebrze, emaliowana, łączona pięcioma nitami. Wymiary: 40x32 mm. Wykonanie: Wiktor Gontarczyk - Warszawa.

## Strzelcy kresowi
Dowódcy pułku
- mjr armii franc. Stanisław Till (II - 2 III 1918)
- płk Leon Pachucki (od 26 III 1918 - 29 VI 1919)
- płk Michał Bajer (20 VI 1919 - 1 IX 1921)
- mjr Zygmunt Polak p.o. (1 IX - 15 X 1921)
- ppłk / płk piech. Kazimierz Rybicki (15 X 1921 - 6/9 VII 1929[72])
- ppłk / płk dypl. piech. Bronisław Prugar-Ketling (6/10 VII 1929 - 1/27 X 1935 → szef Dep. Piech. MSWojsk.)
- ppłk dypl. piech. Marian Morawski (p.o. 27 X - 9 XII 1935)
- ppłk/płk piech. Stanisław Piotr Hojnowski (1 X / 9 XII 1935 - 6/7 IX 1939)[73]

Zastępcy dowódcy pułku
- ppłk piech. Edward Dojan-Surówka (VII 1922 - VIII 1926)
- ppłk piech. Ludwik Franciszek Maciejowski (do 12 III 1929 → dowódca 25 pp)
- ppłk piech. Wiktor Eichler (IV 1929[f] – IV 1934 → dowódca 32 pp[75])
- ppłk dypl. piech. Marian Morawski (od IX 1934)
- ppłk piech. Rudolf Ksieniewicz (11 IV 1938 - 1939)

II zastępca (Kwatermistrz)
- mjr / ppłk piech. Zygmunt Kostkiewicz (III 1932 – 1939)

### Żołnierze 45 pułku piechoty – ofiary zbrodni katyńskiej
Biogramy zamordowanych oficerów znajdują się na stronie internetowej Muzeum Katyńskiego
| Nazwisko i imię        | stopień      | zawód             | miejsce pracy przed mobilizacją | zamordowany |
| ---------------------- | ------------ | ----------------- | ------------------------------- | ----------- |
| Bauer Ludwik Paweł     | ppor. rez.   |                   |                                 | Katyń       |
| Bieńkowski Kazimierz   | porucznik    | żołnierz zawodowy | dowódca plutonu pionierów 45 pp | Katyń       |
| Błoński Stanisław      | ppor. rez.   | nauczyciel        |                                 | Katyń       |
| Bochniak Franciszek    | ppor. rez.   | urzędnik          | Bank Polski w Warszawie         | Katyń       |
| Brudziński Jerzy Jan   | ppor. rez.   | nauczyciel        | szkoła w Lublinie               | Katyń       |
| Chmieliński Witold     | chorąży      | żołnierz zawodowy |                                 | Katyń       |
| Ciosański Bronisław    | kapitan      | żołnierz zawodowy | adiutant 45 pp                  | Katyń       |
| Gajewski Jan Radomir   | ppor. rez.   | inżynier mechanik | GISZ                            | Katyń       |
| Głodek Jakub           | ppor. rez.   | nauczyciel        | szkoła w Równem                 | Katyń       |
| Korzeniowski Izydor    | ppor. rez.   | nauczyciel        | szkoła w Moszczenicy            | Katyń       |
| Kostkiewicz Wincenty   | ppor. rez.   | nauczyciel        | szkoła w Miłostowie             | Katyń       |
| Kostkiewicz Zygmunt    | ppłk         | żołnierz zawodowy | kwatermistrz 45 pp              | Katyń       |
| Kukiołka Józef Leon    | por. rez.    |                   |                                 | Katyń       |
| Kussyk Feliks          | ppor. rez.   | nauczyciel        | szkoła w Bercznem               | Katyń       |
| Matkowski Kamil        | kapitan      | żołnierz zawodowy | kmdt PW Równe (45 pp)           | Katyń       |
| Olszewski Damazy       | ppor. rez.   | nauczyciel        |                                 | Katyń       |
| Pospieszałowski Wiktor | ppor. rez.   | inżynier          |                                 | Katyń       |
| Skup Józef             | porucznik    | żołnierz zawodowy | dowódca plutonu łączności 45 pp | Katyń       |
| Staliszewski Jan       | por. rez.    | nauczyciel        | szkoła w Turce                  | Katyń       |
| Szymański Józef        | ppor. rez.   | nauczyciel        |                                 | Katyń       |
| Świerk Józef           | ppor. rez.   | nauczyciel        | szkoła we Włodzimierzu Woł.     | Katyń       |
| Tomaszewski Tadeusz    | ppor. rez.   | technik meliorant |                                 | Katyń       |
| Wierzyński Stefan      | ppor. rez.   | prawnik           | Bank Gosp. Kraj. w Równem       | Katyń       |
| Wujastyk Jan           | ppor. rez.   | prawnik           | majątek Józefin                 | Katyń       |
| Zieliński Stanisław    | ppor. rez.   | rolnik            | osadnik wojskowy                | Katyń       |
| Żarczyński Jan         | ppor. rez    | technik rolnictwa | leśniczówka Nujno               | Katyń       |
| Gniłka Zbigniew        | podporucznik | żołnierz zawodowy | dowódca plutonu 5/45 pp         | Charków     |
| Jałowy Tadeusz         | ppor. rez.   |                   |                                 | Charków     |
| Kwiatkowski Stefan     | kpt. rez.    | prawnik           | Bank KKO we Lwowie              | Charków     |
| Lebenbaum Dawid        | ppor. rez.   | absolwent WSH     |                                 | Charków     |
| Matejec Adam Paweł     | ppor. rez.   | prawnik, mgr      |                                 | Charków     |
| Melnarowicz Tadeusz    | ppor. rez.   |                   |                                 | Charków     |
| Miziniak Kazimierz     | ppor. rez.   |                   |                                 | Charków     |
| Oczko Jan              | ppor. rez.   | deometra          | pracował w Dubnie               | Charków     |
| Popławski Zenon        | ppor. rez.   | urzędnik          | Urząd Skarbowy w Krzemieńcu     | Charków     |
| Świdrygiełło-Świderski | por. rez.    | ziemianin         | wł. maj. Barysz                 | Charków     |
| Wójcik Marian          | por. rez.    | nauczyciel        | gimnazjum                       | Charków     |
| Dobrzycki Stanisław    | ppor. rez.   | urzędnik          | radny miejski w Sarnach         | ULK         |
| Ksieniewicz Rudolf     | podpułkownik | żołnierz zawodowy | I zastępca dowódcy 45 pp        | ULK         |
| Wyspiański Józef       | porucznik    | żołnierz zawodowy | dowódca plutonu 9/45 pp         | ULK         |